# NGC 2234
NGC 2234 est un groupe d'étoiles situé dans la constellation des Gémeaux. L'astronome germano-britannique William Herschel  a enregistré la position de ce groupe d'étoiles le 24 décembre 1786.